# فریسکیز
فریسکیز (انگلیسی: Friskies) یک نشان تجاری آمریکایی برای خوراک تشویقی و غذای گربهٔ خشک و تر است که تحت مالکیت نستله پیوریا، زیرمجموعهٔ شرکت بین‌المللی نستله است. فریسکیز در ابتدا توسط شرکت کارنیشن به‌عنوان یک نشان تجاری برای غذای سگ در دههٔ ۱۹۳۰ معرفی شد. در زمان معرفی غذای گربهٔ فریسکیز در دههٔ ۱۹۵۰، این محصول نخستین غذای خشک حیوانات خانگی بود که به‌طور ویژه برای گربه‌ها عرضه شد. این نشان تجاری در سال ۱۹۸۵ توسط نستله خریداری شد. از دههٔ ۱۹۷۰ تا دههٔ ۲۰۰۰ و با بالا گرفتن رقابت برای کاهش هزینه از سوی مصرف‌کنندگان، انواع مختلف و بیشتری از غذای گربهٔ فریسکیز عرضه شد.

## شرکت
فریسکیز توسط نستله پیوریا، که زیرمجموعه‌ای از شرکت نستله است، تولید شده و به‌فروش می‌رسد. این نشان تجاری نخستین بار در دههٔ ۱۹۳۰ توسط شرکت کارنیشن و از طریق شرکت زیرمجموعهٔ آن، شرکت آلبرز معرفی شد. فریسکیز تا سال ۱۹۷۳ یکی از پنج شرکتی بود که کنترل دو سوم از بازار ۱٫۷۵ میلیارد دلاری غذای حیوانات خانگی را در دست داشتند.: ۱۴۵  در آن زمان، شرکت کارنیشن به‌واسطهٔ محصولات شیر خشک شناخته می‌شد؛ اما در عین حال در زمینهٔ پردازش خوراک دام برای مزارع نیز فعال بود. این شرکت برای مدت ۳٫۵ سال در مزارع کارنیشن بر روی محصولات غذای خشک به آزمایش پرداخت و در ابتدا این آزمایش‌ها را بر روی سگ‌های ولگرد در قفس‌های مخصوص، و سپس بر روی نژادهای اصیل در لانه‌های رسمی انجام می‌داد.: ۹۸  در سال ۱۹۶۶، شرکت کارنیشن اینترنشنال برای بازاریابی بین‌المللی محصولات غذای حیوانات خانگی کارنیشن در ژاپن، اسپانیا، فرانسه، انگلستان، ایتالیا و برخی کشورهای دیگر تشکیل شد.
شرکت نستله در سال ۱۹۸۵ کارنیشن را به مبلغ ۳ میلیارد دلار خریداری کرد. پس از آن، و پیش از تبدیل‌شدن به شرکت تابعهٔ نستله در سال ۱۹۹۲ تحت نام شرکت فریسکیز پت‌کر، نام این شرکت به شرکت مواد غذایی نستله/کارنیشن تغییر یافت. برند فریسکیز تا سال ۱۹۹۲ میزان ۲۸٫۲٪ از سهم بازار را در اختیار داشت. فریسکیز در سال ۲۰۰۱ و همزمان با ادغام با رقیب سابق خود، رالستون پیوریا، با شرکت نستله پیوریا پت‌کر، زیرمجموعهٔ شرکت نستله ادغام شد.

## تاریخچه
فریسکیز نخستین بار در سال ۱۹۳۴ به‌عنوان یک نشان تجاری برای غذای خشک سگ معرفی شد. این شرکت در آن سال «فریسکیز کیوبز» را معرفی کرد که به‌دنبال آن، هشت سال بعد محصولی با نام «فریسکیز میل» معرفی شد.: ۱۴۵  محصولات غذای سگ فریسکیز در کرانهٔ غربی ایالات متحده با فروش خوبی مواجه شدند و سپس به‌طور فزاینده‌ای در کرانهٔ شرقی نیز عرضه شدند. در ابتدا تنها غذای خشک توسط این شرکت تولید می‌شود؛ زیرا ترجیح مصرف‌کنندگان بر استفاده از محصولات ارزان‌تر در طول رکود بزرگ و جنگ جهانی دوم باعث شد تا فلز قلع، که در بسته‌بندی کنسروی غذای حیوانات خانگی استفاده می‌شد، به‌منظور نگه‌داشتن فلزات برای تجهیزات جنگی، جیره‌بندی شود. از آنجا که رقیبانی که غذاهای کنسروی تولید می‌کردند به‌واسطهٔ جیره‌بندی قلع ملزم به محدود کردن تولید خود شدند، این جیره‌بندی منجر به رشد فروش محصولات غذای خشک فریسکیز شد. نخستین غذای کنسروی سگ با نشان تجاری فریسکیز در سال ۱۹۵۱ عرضه شد: ۲۵۵  و ۹ محصول دیگر از این نشان تجاری نیز از ۱۹۵۸ تا ۱۹۶۳ عرضه شد.
همزمان با عرضهٔ غذای گربهٔ فریسکیز در دههٔ ۱۹۵۰، محبوبیت گربه‌ها به‌عنوان حیوان خانگی رو به افزایش بود؛ اما غذای خشک برای گربه‌ها هنوز معرفی نشده‌بود. در اویل دههٔ ۱۹۵۰، مجموعه‌ای از محصولات غذایی ویژه برای سگ‌ها تحت نشان تجاری فریسکیز معرفی شد که شامل محصولی برای توله‌سگ‌ها و گربه‌ها نیز می‌شد. طبق آنچه در دانشنامهٔ نشان‌های تجاری مصرفی آمده، «خیلی زود کشف شد که گربه‌ها به «غذای توله‌سگ» جدید علاقه ندارند». یک مدیر فروش با نام هنری آرنست، به‌واسطهٔ دفاع از تولید غذای حیوانات خانگی ویژه برای گربه‌ها توسط شرکت فریسکیز، به‌عنوان شخصی «نامتعارف» شناخته شد. به‌گفتهٔ آرنست، این شرکت تصور می‌کرد که این ایده، «یک ایدهٔ نامعقول» است. او مدیران فریسکیز را متقاعد کرد که پذیرش غذای گربه در بازار را بیازمایند. این آزمایش در سال ۱۹۵۶ در کرانهٔ غربی ایالت متحده انجام شد. غذای گربهٔ فریسکیز از محصولات جانبی ماهی خال‌خالی، غلات، سبزیجات و ویتامین‌ها تشکیل شده‌بود. نتایج آزمایش انجام‌شده، و کسب موفقیت در فروش غذای گربه، مدیران فریسکیز را شگفت‌زده کرد.
این محصول غذای گربه «فریسکیز کوچک برای گربه‌ها» نام گرفت. یک گربهٔ کارتونی به‌عنوان نماد این محصول مورد استفاده قرار گرفت و تبلیغات آن در تلویزیون و روزنامه‌ها منتشر شد. علاوه بر این، نشریه‌ای با عنوان فریسکیز ریسرچ دایجست برای دامپزشک‌ها و پرورش‌دهندگان حیوانات توسط شرکت فریسکیز منتشر شد. غذاهای تشویقی کنسروی برای گربه‌ها برای نخستین بار در سال ۱۹۵۸ به‌طور آزمایشی به بازار عرضه شدند. این غذاها در ابتدا در کرانه‌های غربی ایالات متحده به محبوبیت دست یافتند، اما در کرانه‌های شرقی از محبوب نبودند. در سال ۱۹۵۹، مدیران کارنیشن تصمیم به خروج از بازار کرانهٔ شرقی گرفتند؛ زیرا محصولات غذای گربهٔ این شرکت در آن منطقه طرفدار نداشت؛ اما این تصمیم لغو شد.: ۱۴۵  یک گزارش ارائه‌شده از سوی کارنیشن نشان داد که مصرف‌کنندگان، محصولات غذایی مجلل‌تر و یک‌وعده‌ای را ترجیح می‌دهند؛ بنابراین، نشان تجاری این غذاهای تشویقی در سال ۱۹۶۷ به‌عنوان غذای یک‌وعده‌ای کنسروی به «فریسکیز بافت» تغییر یافت. بافت به یکی از پرفروش‌ترین محصولات شرکت فریسکیز تبدیل شد.
محصولات غذایی با نشان تجاری فریسکیز نظیر برایت آیز و شفز بلند در دهه‌های ۱۹۷۰ و ۱۹۸۰ در ردهٔ صنعتی «غذای باکیفیت» معرفی شدند. نشان‌تجاری خواهرخواندهٔ مایتی داگ در ۱۹۷۳ معرفی شد، و یک برند خواهرخواندهٔ دیگر با نام فنسی فیست نیز در سال ۱۹۸۲ وارد چرخهٔ تولید شد. رالستون پیوریا، تولیدکنندهٔ فریسکیز، تا سال ۱۹۸۵ با در دست داشتن سهم ۱۴٫۵ درصدی از بازار، بزرگ‌ترین تولیدکنندهٔ غذای حیوانات خانگی بود. محصولات غذای خشک و تر اختصاصی برای بچه‌گربه‌ها به‌ترتیب در سال‌های ۱۹۸۸ و ۱۹۸۹ معرفی شدند. محصول فرش کچ، که تنها شامل ماهی بود، در اوایل دههٔ ۱۹۹۰ عرضه شد. طبق گفتهٔ تحلیل‌گران صنعتی، رقابت در صنعت غذای حیوانات خانگی تا سال ۱۹۹۰ به اوج خود رسید. طبق دانشنامهٔ نشان‌های تجاری مصرفی، این بازار با حضور بیش از ۴۰۰ محصول غذای حیوانات خانگی، در «یک نقطهٔ اشباع بالقوه» قرار داشت. فریسکیز یکی از شش نشان تجاری بود که ۸۰ درصد از بازار غذای حیوانات خانگی را در دست داشتند و به‌طور نزدیکی با یکدیگر در رقابت بودند.

## تبلیغات و ارزیابی‌ها

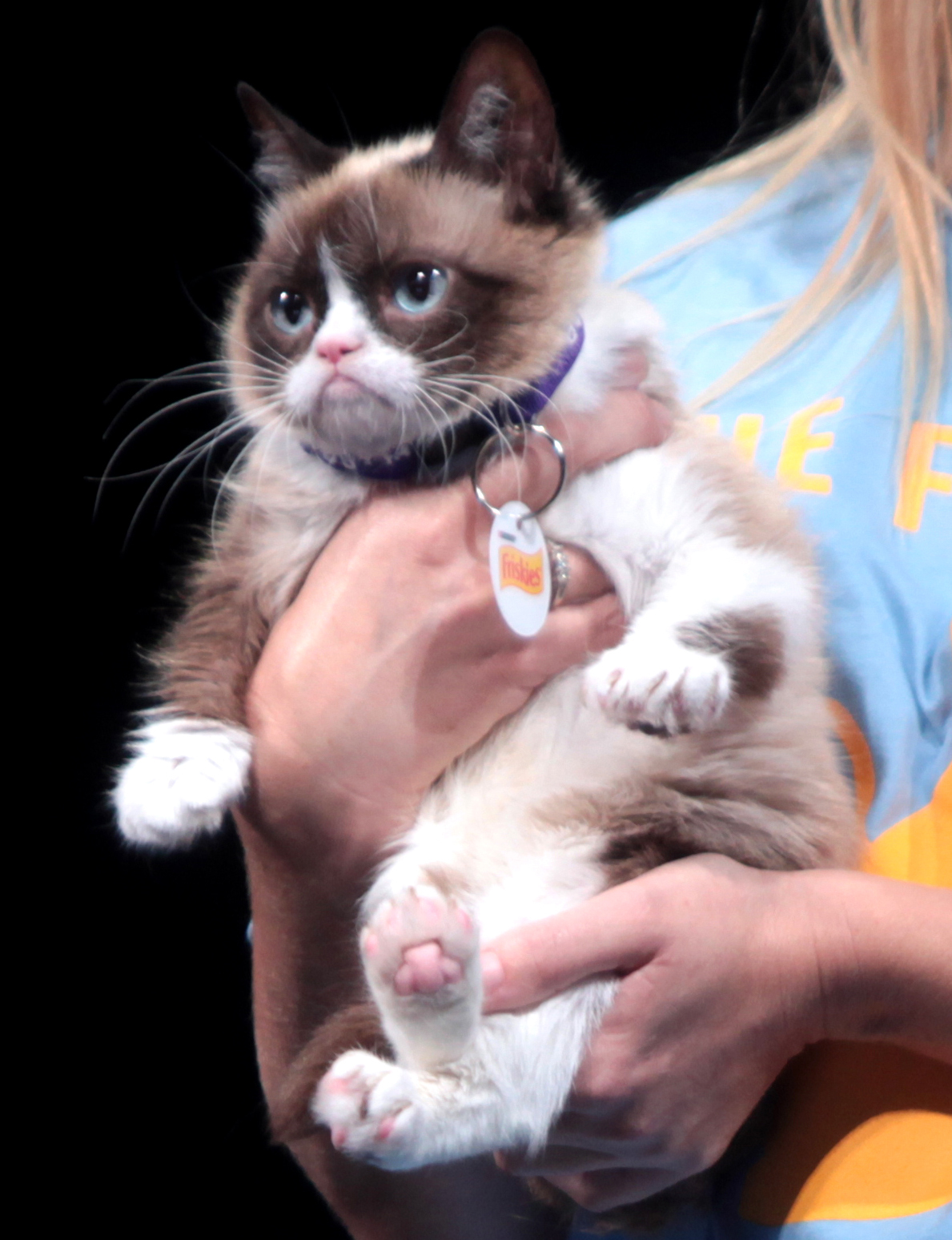
گربه اخمو (شناخته‌شده با نام سس تاردار)، سفیر فریسکیز

فریسکیز از سال ۲۰۱۱ تاکنون در زمینهٔ توسعهٔ بازی‌های دیجیتال برای گربه‌ها بر روی دستگاه‌های تلفن همراه که با استفاده از صفحه‌های نمایش لمسی قابل انجام هستند نیز فعال بوده‌است. کت فیشینگ، جیترباگ و پول اند پلی از جملهٔ برخی از اولین بازی‌های این شرکت هستند که هرکدام از آن‌ها بر شکار کردن اهداف متحرک بر روی صفحهٔ نمایش متمرکز هستند.
به‌گفتهٔ نشریهٔ ادویک، فریسکیز «به وسط پدیدهٔ میم اینترنتی گربه پریده‌است». گربه اخمو، گربهٔ مشهور اینترنتی (که با نام سس تاردار نیز شناخته می‌شود) پس از حضور در یکی از قسمت‌های برنامهٔ مسابقه‌ای فریسکیز در یوتیوب با نام «آیا گربه با این بازی می‌کند؟» در سال ۲۰۱۳، به گربهٔ سفیر فریسکیز تبدیل شد. در همان سال، فریسکیز مجموعه‌ای از چهار فیلم کوتاه از هنری، گربهٔ سیاه را با موضوع «دلزدگی از غذای گربه» ساخت و چندین گربهٔ مشهور اینترنتی نیز در یک موزیک ویدئو با نام «گربه بودن در کریسمس سخت است» حضور یافتند.
در سال ۲۰۱۴، فریسکیز ویدئوی طنزی را با همکاری فاین برادرز ساخت که در آن از واکنش گربه‌ها در حال تماشای مجموعه‌های اینترنتی تولیدشده توسط فریسکیز فیلمبرداری شده‌بود. بعداً و در همان سال، فریسکیز فهرست «فریسکیز ۵۰» را معرفی کرد که شامل الهام‌بخش‌ترین گربه‌های اینترنتی است. این فهرست بر پایه مخاطبان و بازخورد گربهٔ مورد نظر در وبگاه‌های شبکه‌های اجتماعی، پوشش رسانه‌ای و برخی مؤلفه‌های دیگر شکل می‌گیرد. کاربران قادر هستند تا برای مقایسهٔ گربه‌هایی که در فهرست نیستند با گربه‌های موجود در فهرست، به جستجوی نام گربه‌ها بپردازند. در جشنوارهٔ جنوب از جنوب غربی ۲۰۱۵، فریسکیز غذای گربهٔ خود با طعم بیکن را به‌همراه یک نگارخانهٔ هنری با مضمون گربه/بیکن معرفی کرد که برخی از آثار موجود در آن با استفاده از محصولات فریسکیز و بیکن ساخته شده‌بودند. فریسکیز با همکاری بازفید در سال ۲۰۱۶ ویدئوهای «بچه‌گربهٔ عزیز» را تولید کرد که در آن یک گربهٔ مسن به یک گربهٔ جوان‌تر آموزش می‌دهد که چطور یک گربهٔ خانگی باشد. این مجموعه ویدئوها بیش از ۳۰ میلیون بار دیده شدند. یک ویدئوی ۶۰ ثانیه‌ای اقتباس‌شده از این مجموعه در زمان برگزاری سوپ بول پخش شد؛ این نخستین باری بود که فریسکیز یک تبلیغ تلویزیونی را در زمان برگزاری این رویداد پخش می‌کرد.

## محصولات
محصولات با نشان تجاری فریسکیز در حال حاضر شامل غذای خشک، غذای تر کنسروی و غذاهای تشویقی برای گربه‌ها می‌شود. طبق آنچه در وبگاه فریسکیز آمده، غذای گربهٔ فریسکیز شامل بیش از ۵۰ نوع مختلف از غذاها می‌شود. پنج طعم مختلف برای غذاهای خشک عرضه شده‌است که در بسته‌بندی کیسه‌ای به‌فروش می‌رسند و شامل محصولاتی نظیر «سی‌فود سنسیشن» و «گریلرز» می‌شوند. در سال ۲۰۰۳، برند فریسکیز با بسته‌بندی جدید عرضه شد. تا آن زمان، فریسکیز با ۶۰ درصد سهم از بازار غذای تر، و ۴۹٫۳ درصد سهم از بازار غذای خشک، دارندهٔ بیشترین سهم از بازار در بخش غذای گربه بوده‌است.